# Zdeněk Böhm
Zdeněk Böhm (Ostrava, 3 marzo 1957) è un ex cestista cecoslovacco.

## Carriera
Con la Cecoslovacchia ha disputato una edizione dei Mondiali (1982) e quattro dei Campionati europei (1979, 1981, 1983, 1985).